# Жуан Педро (футболіст, 2001)
Жуан Педро Жункейра де Жезус (порт. João Pedro Junqueira de Jesus, нар. 26 вересня 2001, Рібейран-Прету) — бразильський футболіст, нападник англійського клубу «Челсі» та національної збірної Бразилії.

## Клубна кар'єра
Народився 26 вересня 2001 року в місті Рібейран-Прету. Вихованець юнацької команди «Флуміненсе». В основному складі клубу дебютував 19 січня 2019 в матчі чемпіонату штату Ріо-де-Жанейро проти клубу «Волта-Редонда». 15 травня 2019 року забив свій перший гол за клуб у матчі Кубка Бразилії проти «Крузейро». Через три дні зробив «дубль» у ворота «Крузейро» у матчі бразильської Серії А. 23 травня 2019 року зробив хет-трик у матчі Південноамериканського кубка проти колумбійського клубу «Атлетіко Насьйональ». Загалом за рідну команду провів 37 ігор в усіх турнірах і забив 10 голів.
Своєю грою за цю команду привернув увагу представників тренерського штабу клубу «Вотфорд», до складу якого приєднався у січні 2020 року. Відіграв за клуб з Вотфорда наступні три з половиною сезони своєї ігрової кар'єри. Граючи у складі «Вотфорда» також здебільшого виходив на поле в основному складі команди.
Влітку 2023 року перейшов у «Брайтон енд Гоув». За два сезони відіграв за клуб з Брайтона 70 матчів в усіх турнірах, забивши 30 голів.
2 липня 2025 року за 55 мільйонів фунтів стерлінгів плюс додаткові 5 мільйонів бонусів Педро перейшов у «Челсі», уклавши з лондонцями контракт до 2033 року. Того ж дня його включили до заявки команди на клубний чемпіонат світу у США, який вже тривав. Він дебютував у за «синіх» у чвертьфіналі турніру, 4 липня у грі з бразильським «Палмейрасом» (2:1), де вийшов на заміну в другому таймі замість Ліама Делапа. А вже у наступному матчі, 8 липня 2025 року, Жуан Педро забив дубль у півфінальній грі проти свого рідного клубу «Флуміненсе» (2:0), чим дозволив «Челсі» вийти у фінал турніру.

## Виступи за збірні
2023 року залучався до складу збірної Бразилії до 23 років. На молодіжному рівні зіграв в одному офіційному матчі.
17 листопада 2023 року дебютував в офіційних матчах у складі національної збірної Бразилії в грі відбору на чемпіонат світу 2026 року проти збірної Колумбії (1:2), вийшовши замість травмованого Вінісіуса Жуніора на 27-й хвилині матчу.
| Дата       | Місто       | Господарі | Результат | Гості    | Турнір            | Голи | Примітки |
| ---------- | ----------- | --------- | --------- | -------- | ----------------- | ---- | -------- |
| 16-11-2023 | Барранкілья | Колумбія  | 2 – 1     | Бразилія | Відбір до ЧС 2026 | -    | 27'      |
| 10-9-2024  | Асунсьйон   | Парагвай  | 1 – 0     | Бразилія | Відбір до ЧС 2026 | -    | 46'      |
| 20-3-2025  | Бразиліа    | Бразилія  | 2 – 1     | Колумбія | Відбір до ЧС 2026 | -    | 60'      |
| Усього     |             | Матчів    | 3         |          | Голів             | 0    |          |

## Досягнення
Челсі
- Переможець Клубного чемпіонату світу: 2025